# Glenn Gaddum sr.
Glenn Gaddum sr. (Paramaribo, 13 oktober 1951) is een Surinaams-Nederlands toetsenist, componist, producer en arrangeur. Hij speelde in onder meer Reality, The Needles, Solat, Thunderstorm, Backlot, Sunchild, het Surinam Music Ensemble, The Resurrection Singers en de begeleidingsband van Ruth Jacott. Sinds 1986 heeft hij daarnaast een eigen muziekstudio.

## Biografie
Gaddum kreeg vanaf zijn achtste klassiek pianoles en speelde als tiener in het bandje The Devils met als zanger Roy van der Kuyp. Aan het begin van zijn twintigers vertrok hij naar Nederland om professioneel met muziek bezig te kunnen zijn. Hij speelde een tijd voor de soulband The Travelling Sound en vervolgens voor Reality als Hammondorganist. Hij speelde en arrangeerde op beide albums mee, totdat de band uit elkaar viel. Daarna sloot hij zich aan bij The Needles en trad met hen veel op in het buitenland. In latere bands speelde hij ook de minimoog en andere toetsinstrumenten.
Medio jaren 1970 speelde en arrangeerde hij voor Solat, dat een voortzetting was van Reality. Billy Jones zong en verder speelden opnieuw artiesten mee als Franky Douglas (gitaar), Ivor Mitchell (bas) en Eddy Veldman (drum). De band trad op in Nederland en erbuiten. Ook speelde hij vanaf 1976 in Sunchild die Douglas had opgericht. Hij en andere Solat-musici traden verder nog een jaar later op met Hans Dulfer & De Perikels. Solat zelf werd in 1979 nieuw leven ingeblazen en was opnieuw veel gevraagd in Zwitserland.
Vanaf 1978 viel hij af en toe in bij The Twinkle Stars en vanaf 1980 werd hij vast lid van de opvolger van de groep, Thunderstorm, met verder onder meer Billy Jones en Benito Darthuizen. Hij was ook te horen op het debuutalbum en de singles. Hun single Hey you get ready (Red lights on) bereikte nummer 10 in de Nederlandse Top 40. Hij arrangeerde en produceerde verder voor Sweetness en speelde mee op albums van P.I Man & Memre Buku en Fra Fra Sound. Rond 1981 trad hij toe tot het Surinam Music Ensemble dat door Eddy Veldman en Pablo Nahar was opgericht.
Vanaf 1983 studeerde hij piano in de richting Improviserende Muziek aan het Amsterdamse Sweelinck-Conservatorium. Een van zijn muziekleraren was toen Misha Mengelberg. Na circa vijf jaar onderbrak hij de studie omdat hij het te druk had met optredens.
Vanaf 1984 speelde hij ook geregeld piano voor de gospelgroep The Resurrection Singers, en tussen 1985 en 1987 voor de meidengroep Mai Tai. Daarnaast speelde hij voor allerlei andere artiesten, onder wie The Sherman Brothers en de Amerikaanse artiest Solomon Burke tijdens diens tour in Nederland, en speelde hij enkele jaren voor Backlot.
Ondertussen startten hij en zijn vrouw in 1989 de geluidsopnamestudio GS Productions. Twee jaar later componeerde hij de titelsong van de comedy Laat maar zitten. Rond de eeuwwisseling is zijn studio vaak in trek bij Antilliaanse artiesten, onder wie Tony Sherman, en door de jaren heen ook bij Surinaamse als Denise Jannah en Fra Fra Sound.
Daarnaast bleef hij optreden voor diverse muziekgroepen en speelde hij gedurende de jaren 1990 op de meeste edities van het North Sea Jazz Festival. Optredens bleven begin 21e eeuw door het vele studiowerk beperkt tot Sunchild en The Resurrection Singers. Tussen 2005 en 2013 toerde mee tijdens meerdere theatertournees van Ruth Jacott. In 2006 werkte hij mee aan het nummer Flood in Suriname van Ronald Snijders ten behoeve van de slachtoffers van de overstromingen in Suriname. In deze jaren is hij de muzikale leider en pianist tijdens verschillende andere muziekprojecten, waaronder in 2008 voor de musical over Billie Holiday.
Glenn Gaddum is de vader van de bassist Glenn Gaddum jr. en zangeres Patty Louisa Gaddum (artiestennaam Patty Lou voorheen Patt Riley)